# اهنسن
اهنسن (به آلمانی: Ahnsen) یک شهر در آلمان است که در نیدرزاکسن واقع شده‌است.

## خصوصیات
اهنسن ۳٫۴۳ کیلومترمربع مساحت دارد ۸۸ متر بالاتر از سطح دریا واقع شده‌است.